# Madagascar (відеогра)
Madagascar — відеогра жанру action-adventure, заснована на подіях мультиплікаційного фільму «Мадагаскар». Має режим одиночної гри та hot-seat. Розроблена компанією XPEC Entertainment і видана Activision.

## Ігровий процес

### Основний
Гра виконана у жанрі action-adventure. У ній присутні 7 протагоністів, якими гравець почергово керує. Протягом гри потрібно відкривати нові рівні, які розміщені на мапі. У грі за персонажів Марті, Алекса, Глорію і Мелмана, на деяких рівнях, потрібно буде збирати 3 карти здібностей, які надають їм нові можливості.

## Сюжет

### Дія
Лев Алекс, зебра Марті, бегемотиха Глорія, жираф Мелман і четвірка пінгвінів живуть в зоосаді центрального парку Нью-Йорка. У свій десятий день народження Марті приймає рішення змінити свою життя, втікаючи з зоосаду. Друзі рушають за ним, у результаті чого, всі головні герої знову потрапляють до рук людей і перевозяться у інший зоопарк на кораблі.
Четверо пінгвінів — Шкіпер, Прапор, Ріко і Ковальські проникають на корабель. Влаштувавши зачищення від робітників, вони беруть судно під свій контроль. У цей час, ящики з Алексом, Марті, Глорією і Мелманом випадають за борт, потрапляючи на Мадагаскар. Там вони зустрінуть лемурів, яким сильно заважають хижаки. Друзі вирішують допомогти жителям острова.

### Персонажі

#### Протагоністи
- Марті
- Адекс
- Глорія
- Мелман
- Шкіпер
- Прапор
- Морт

#### Нейтральні
- Ковальські
- Ріко
- Джуліан
- Моріс
- Лемури
- Уілбур
- Матка
- Папуга
- Миші
- Тукан
- Шимпанзе
- Страуси

#### Негативні
- Охоронці зоопарку
- Поліція
- Будівельники
- Луї
- Матроси
- Краби
- Павуки
- Угрі
- Фоса
- Фоса-бос
- Черепахи
- Кроти
- Папуги
- Черв'яки
- Голуби
- Крокодили
- Собаки
- Мисливець
- Бджоли
- Квітки